# 小住七五三
小住 七五三（おずみ しめぞう、1880年（明治13年）4月29日 - 没年不明）は、大日本帝国陸軍軍人。最終階級は陸軍少将。

## 経歴・人物
福岡県出身。1902年（明治35年）陸軍士官学校第14期卒業。
1928年（昭和3年）8月に陸軍砲兵大佐・野砲兵第5連隊長、1930年（昭和5年）8月に陸軍技術本部部員、1932年（昭和7年）4月に東京陸軍兵器支廠長、1933年（昭和8年）8月に陸軍少将・陸軍工科学校長を経て、1934年（昭和9年）8月1日に待命、同月30日に予備役に編入した。
1947年（昭和22年）11月28日、公職追放仮指定を受けた。

## 著作
- 『心のおき処』兵書出版社、1940年。
- 『お母さんは』清水書房、1942年。
- 『現代青年の覚悟』清水書房、1943年。